# Asaro
Asaro – rzeka w Papui-Nowej Gwinei, w prowincji Eastern Highlands. Wypływa w Górach Bismarcka, na zachód od źródeł rzeki Bena Bena. Płynie w kierunku południowo-wschodnim,  łączy się z rzeką Bena Bena, tworząc rzekę Tua.